# Los Juniors
Los Juniors son un grupo musical mexicano de rock and roll, balada y rock lento.

## Historia
Formado en 1960, firmaron con la disquera "Cisne", una pequeña marca sin la experiencia necesaria para promoverlos adecuadamente, pero en la que realizan sus primeras grabaciones (hoy extraviadas) grandes leyendas del rock and roll.

## Discografía
En 1961 cambian de disquera gracias al locutor de Radio 590 AM, Xavier Mora, quien les consiguió la entrevista con el entonces director artístico de Peerless, Francisco "Panchito" Méndez.
Las primeras grabaciones en esta marca se realizan el 17 de octubre de 1961 siendo El especial de Frankfurt y A través de los años, las canciones grabadas en esta sesión inicial por el grupo.
Entonces ya en Discos Peerless, posteriormente terminan su primer LP de donde surgieron sus dos primeros éxitos: El especial de Frankfurt y A través de los años (letra al español de Xavier Mora).

## Éxitos
Para 1962 se reafirmaron con su segundo álbum y dos grandes éxitos: Ven Frankenstein y Tequila con limón, su canción más representativa. Después de ese periodo, sus éxitos se harían menores. De sus siguientes producciones se recuerdan los temas La cornetita loca y La perla, canción original de Oscar Cossío (cantante de Los Silver Rockets). La configuración original más importante del grupo fue con José Acosta, Juan Hurtado, Antonio de los Cobos, Javier Leopoldo Rebollo Lozano y Arturo Gómez González.

## Primeras grabaciones
Del grupo Los Juniors se puede decir que más que sus integrantes que sufrieron cambios durante su trayectoria, lo importante es su consistente discográfica, la que se inició con un E.P. en Discos Cisne, con las canciones Más y Más, Poesía en Movimiento, Cartas de Amor sobre la Arena y Tu significas todo para Mí, para continuar con siete larga duración entre 1961 a 1966 en la marca Peerless".

## Compilaciones de Los Juniors
En el año 2008 la compañía Warner Music México, que cuenta con sus grabaciones originales realizadas en Peerless-ECO entre 1961 y 1967; ha lanzado una caja con 5 CD de Los Juniors, que incluye todos sus éxitos y la mayoría de sus grabaciones; este lanzamiento se realizó con motivo de los 75 años de Peerless y bajo el sello Warner Music/Rhino/Peerless-MCM. Cabe mencionar que estas cajas especiales sólo incluyen a los artistas más representativos y exitosos del catálogo de la ya extinta marca.